# Аурора Про Патрія 1919
«Аурора Про Патрія 1919» (італ. Aurora Pro Patria 1919) — італійський футбольний клуб з міста Бусто-Арсіціо (провінція Варезе). Учасник першого чемпіонату в рамках Серії А. До 1956 року провів дванадцять сезонів в еліті італійського футболу. Найкраще місце — восьме (1947/48).

## Відомі гравці
- Карло Регуццоні (1927–1930, 1946–1948)
- Маріо Варльєн (1927–1928)
- Леопольдо Конті (1931–1933)
- Ладислав Кубала (1949–1950)
- Норберт Геффлінг (1951–1955)
- Лучано Ре Чекконі (1967–1969)

## Відомі тренери
- Аугусто Рангоне (1929–1931)
- Леопольдо Конті (1931–1933)
- Джузеппе Меацца (1949–1951)
- Маріо Варльєн (1951–1952)
- Карло Регуццоні (1955–1957)
- Норберт Геффлінг (1980–1981)